# Trachylepis socotrana
Trachylepis socotrana (сокотрійська мабуя) — вид сцинкоподібних ящірок родини сцинкових (Scincidae). Ендемік Ємену.

## Поширення і екологія
Сокотрійські мабуї мешкають на островах Сокотра, Самха, Дарса і Абд-ель-Курі в архіпелазі Сокотра. Вони живуть різноманітних природних середовищах, однак уникають відкритих місцевостей. Зустрічаються на висоті від 1300 м над рівнем моря.